# Астерикс и Обеликс: Мисия Клеопатра
„Астерикс и Обеликс: Мисия Клеопатра“ (на френски: Astérix & Obélix: Mission Cléopâtre) е френско-германски игрален филм за Астерикс и другарят му Обеликс, на режисьора Ален Шаба. Филмът е вторият, направен по комикса „Астерикс и Клеопатра“ на Рене Госини и Албер Юдерзо, след анимационния филм от 1968 г. Премиерата на филма е на 30 януари 2002 година.

## Сюжет
Внимание:  Текстът по-долу разкрива сюжета на произведението (или части от него)!
Цезар пристига в Египет и се влюбва в красивата Клеопатра. Тя е ядосана и заповядва на един от архитектите си да ѝ построи дворец за срок от три месеца. Ако не го изпълни, той отива при крокодилите. Номербис е изплашен и решава да отиде в Галия и да намери Панорамикс.

## Актьорски състав
| Актьор          | Роля       |
| --------------- | ---------- |
| Кристиан Клавие | Астерикс   |
| Жерар Депардийо | Обеликс    |
| Моника Белучи   | Клеопатра  |
| Джамел Дебуз    | Номербис   |
| Ален Шаба       | Юлий Цезар |
| Клод Рич        | Панорамикс |
| Изабел Нант     | Идеа       |
| и други         |            |

## Телевизионен дублаж

### Диема+ (2003)
| Преводач           | Даниела Донева                                                                                     |
| Тонрежисьор        | Димитър Кръстев                                                                                    |
| Озвучаващи артисти | Даниела Йорданова Радосвета Василева Васил Бинев Георги Георгиев-Гого Николай Николов Борис Чернев |